# Евмах Неаполитанский
Евма́х Неаполита́нский (др.-греч. Εὔμαχος ὁ Νεαπολίτης) — древнегреческий историк III—II веков до н. э. Никаких подробностей его биографии и произведений не сохранилось, известен только по отрывочным упоминаниям у других авторов. Согласно Афинею, Евмахом Неаполитанским была написана «История Ганнибала» (др.-греч. ῾Ιστορίαι τῶν περὶ ᾽Αννίβαν), во второй книге которой сообщается, что «Гиероним, тиран Сиракуз, взял в жёны Пифо из блудилища и сделал её царицей». C Евмахом Неаполитанским также обычно отождествляют Евмаха, упоминаемого Флегонтом из Тралл, который приписывает ему сочинение «Описание земли» (др.-греч. Περιήγησις) — в нём содержался рассказ о том, что карфагеняне при строительстве оборонительного рва якобы обнаружили гробницу с останками двух людей исполинского роста (24 и 23 локтя).